# Famille Le Pelletier de Martainville
Originaires de Provence[réf. nécessaire], les Le Pelletier étaient installés comme marchands à Rouen depuis 1445. Ayant fait fortune dans le commerce, ils furent les constructeurs et les propriétaires du château de Martainville.

## Histoire
Richard Le Pelletier a fait fortune. Son fils Jacques s'enrichit avec son frère Richard. Ils demeurent dans le grand hôtel de la rue aux Ours, paroisse de Saint-Cande-le-Jeune à Rouen, héritage de leur père. Armateur, il acquiert Martainville et son fief de 25 hectares le 23 mars 1482. En 1485, il décide la construction du château de Martainville. En 1570, la famille est anoblie, par l'acquisition du fonds de la famille Peloque et prend l'année suivante, avec l'autorisation du roi, le nom de Le Pelletier de Martainville. La famille restera propriétaire de la seigneurie de Martainville jusqu'au XVIIIe siècle. En 1757, la famille s'éteint.

## Le château de Martainville

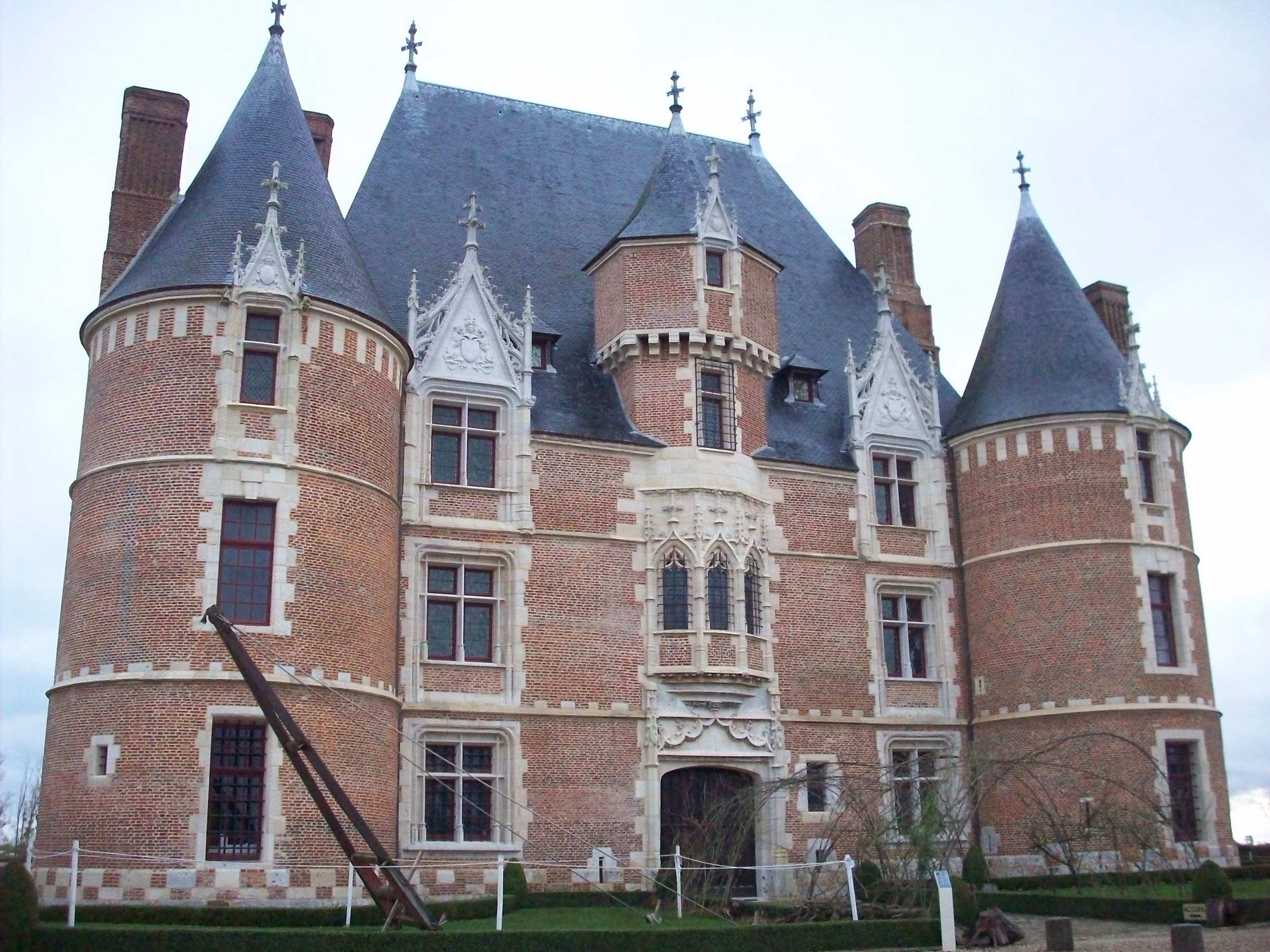
Le château de Martainville

La plus forte empreinte de la famille est la réalisation du château de Martainville. Possession de la famille depuis sa construction, le domaine passa par héritage à Geneviève-Antoinette Le Pelletier de Martainville, épouse de Couture, puis Eustache Le Viguier, qui le passe à sa petite-fille Amédée de Villers. Il est acheté par un marchand de bestiaux, qui commence à vendre les pierres, avant d'être acquis en 1906 par l'État. Il devient en 1962 le musée départemental des traditions et arts normands.
Le château fait l’objet d’un classement au titre des monuments historiques depuis 1889.

## Personnalités
- Richard Le Pelletier
- Jacques Le Pelletier vers 1446-1511, fils du précédent. Marchand, armateur, il est quartenier puis conseiller-échevin de la ville de Rouen (1493-1496).
- Jacques II Le Pelletier 1485-1545, neveu du précédent. Il est vicomte de l'Eau à Rouen.
- Michel Le Pelletier de Martainville 1694-1757. C'est le dernier membre de la famille à porter ce nom. Sa sœur Geneviève-Antoinette Le Pelletier de Martainville, unique héritière, se marie en 1722 avec Salomon Couture de Chamacourt de Sorquainville, conseiller au Parlement de Normandie.